# Juan O'Donojú

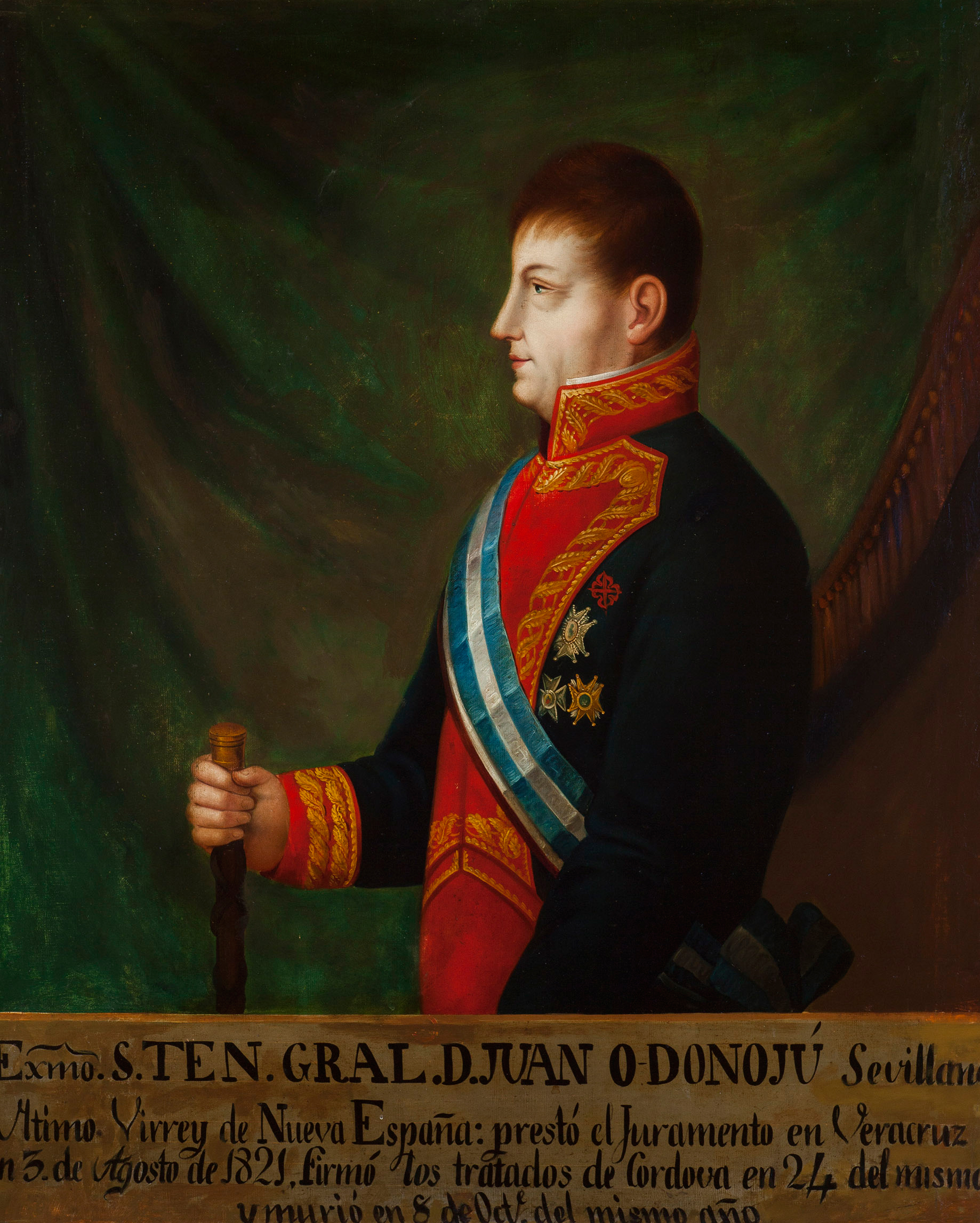
Juan O’Donojú

Juan O'Donojú, född 30 juli 1762, general, Spaniens siste vicekonung i Mexiko, tillhörde en till Spanien inflyttad irländsk familj, var 1808 en kort tid krigsminister i den provisoriska regeringen i Cadiz och sändes 1821 som vice-konung till Mexiko, där han 3 augusti landsteg i Vera Cruz. Redan 24 augusti slöt han ett fördrag i Cordoba med revolutionsledaren Agustín de Iturbide, enligt vilket han erkände Mexikos oberoende under en medlem av spanska konungaätten; ville ingen sådan motta Mexikos krona, skulle en "regeringsjunta" tillsättas med O'Donojú och Iturbide som medlemmar och styra landet, tills befolkningen själv valt regent. O'Donojú lät i september Iturbides trupper rycka in i huvudstaden, deltog i utfärdandet av en oavhängighetsförklaring och intog sin plats i "regeringsjuntan". Ett par veckor senare avled han där, 8 oktober 1821, om det var av lunginflammation eller förgiftad är omstritt. 